# Incontriamoci alla fiera
Incontriamoci alla fiera (Meet Me at the Fair) è un film del 1953 diretto da Douglas Sirk.
È un film musical statunitense con Dan Dailey, Diana Lynn e Chet Allen.

## Produzione
Il film, diretto da Douglas Sirk su una sceneggiatura di Martin Berkeley e Irving Wallace con il soggetto di Gene Markey (autore del romanzo), fu prodotto da Albert J. Cohen per la Universal International Pictures.

## Distribuzione
Il film fu distribuito con il titolo Meet Me at the Fair negli Stati Uniti nel gennaio del 1953 al cinema dalla Universal Pictures.
Alcune delle uscite internazionali sono state:
- in Danimarca l'8 novembre 1954 (Gøglervognen)
- in Portogallo il 25 aprile 1956 (O Orfão Perdido)
- in Belgio (Le joyeux charlatan)
- in Brasile (Música E Romance)
- in Italia (Incontriamoci alla fiera)

## Critica
Secondo Leonard Maltin il film è un "musical piacevole" con una buona interpretazione di Dailey".